# Martin Barras
Martin Barras (né le 23 février 1962 au Québec) est un entraîneur de cyclisme franco-canadien. Il a notamment entraîné les équipes olympiques britannique et australienne.

## Biographie
De 1995 à 1998, Martin Barras est entraîneur de cyclisme sur piste au sein du Western Australian Institute of Sport (en). Il y entraîne notamment Ryan Bayley. En 1999, il devient entraîneur de l'équipe britannique de sprint sur piste. Aux Jeux olympiques de 2000, à Sydney, il mène Jason Queally à la médaille d'or et l'équipe de vitesse à la médaille d'argent,. En 2001, il revient en Australie, en tant qu'entraîneur du sprint sur piste. En 2004, il connaît une campagne olympique victorieuse, avec les deux médailles d'or de  Ryan Bayley, les médailles d'or et de bronze d'Anna Meares et le bronze de Shane Kelly. Après les Jeux de 2008, où les Australiens ne remportent qu'une médaille sur piste, Martin Barras est nommé entraîneur de l'équipe australienne sur route féminine,,. Il encadre celle-ci lors des Jeux olympiques de 2012 et 2016.
Il participe à la création de l'équipe féminine Orica-AIS, lancée en 2012 avec le soutien de la fédération australienne de cyclisme. Il est d'abord directeur technique de cette équipe, avant d'en devenir directeur sportif. 
En 2002 et 2004, il est désigné entraîneur de l'année par l'Australian Institute of Sport.